# Тайлер Даунс
Тайлер Даунс (англ. Tyler Downs, 1 січня 2003) — американський стрибун у воду.
Учасник Олімпійських Ігор 2020 року, де в стрибках з триметрового трампліна посів 23-тє місце і не потрапив до півфіналу.